# イオン広店
イオン広店（イオンひろてん）は、広島県呉市広本町にあるイオンリテールが運営・管理する総合スーパー (GMS)。

## 概要
以前は、地元のスーパーマーケットチェーン『やまてや』の店舗のひとつ『やまてや広店』が広駅周辺にあった。その店舗を改変し、ジャスコ広店が開業した。2011年（平成23年）3月1日に株式会社マイカルとイオン株式会社が合併して同時に店舗名をジャスコやサティをイオンに統一をして現在のイオン広店に変更して現在に至る。

## 沿革
- 時期不明 - やまてや運営の「やまてや広店」として開店。
- 1978年（昭和53年）11月22日 - やまてやの店舗をスクラップアンドビルドにより山陽ジャスコ運営の「ジャスコ広店」として開店。
- 1993年（平成5年）11月 - 運営が親会社のジャスコへ営業譲渡。
- 2008年（平成20年）8月21日 - イオン（旧・ジャスコ）の純粋持株会社化に伴い、運営が事業子会社のイオンリテールに移管。
- 2011年（平成23年）3月1日 - GMS事業の再編に伴い、「イオン広店」へ店名変更[5]。
- 2020年（令和2年）4月1日 - 本店を含む全国のイオン直営売場での無料レジ袋配布終了[6]。

## フロアとテナント

### フロア概要
核店舗のイオン広店と約9の専門店で構成される。
| 階  | フロア概要                     |
| --- | ------------------------------ |
| R階 | 屋上駐車場                     |
| 5階 | 立体駐車場                     |
| 4階 | 専門店街・立体駐車場           |
| 3階 | 専門店街・立体駐車場           |
| 2階 | 直営売場・専門店街・立体駐車場 |
| 1階 | 直営売場・専門店               |

### 主なテナント
1階
- チャンスセンター（宝くじ）

2階
- おかし本舗（駄菓子）
- セイハ英語学院（英会話教室）

3階
- お宝市番館（アミューズメント・リユース）

4階
- セリア（100円ショップ）
- ふぇすたらんど（ゲームセンター）

出店テナント全店の一覧詳細情報は公式サイト「専門店」「フロアガイド」を、営業時間およびATMを設置している金融機関の詳細は公式サイト「営業時間」を参照。

## アクセス
鉄道
- 広駅（JR西日本・呉線）から約12分、新広駅から約13分。

自動車
- 東広島呉自動車道 - 阿賀インターチェンジより約8分。
- 広島呉道路 - 呉インターチェンジより約15分。

駐車場
当施設の駐車場は、376台利用可能である。
| 施設駐車場 | 駐車台数 | 駐車可能時間 | 備考         |
| ---------- | -------- | ------------ | ------------ |
| 立体駐車場 | 207      | 6:45 - 22:00 | 高さ制限2.2m |
| 平面駐車場 | 169      | 8:30 - 22:00 |              |

## 周辺
- 広島県 広警察署
- 呉市総合体育館（オークアリーナ）
- 広郵便局

周辺のイオングループの店舗
- マックスバリュ 広東店